# Lijst van voetbalinterlands Bulgarije - Estland
Deze lijst van voetbalinterlands is een overzicht van alle officiële voetbalwedstrijden tussen de nationale teams van Bulgarije en Estland. De landen hebben tot op heden twee keer tegen elkaar gespeeld. De eerste ontmoeting, een kwalificatiewedstrijd voor het Europees kampioenschap voetbal 2004, werd gespeeld in Tallinn op 2 april 2003. Het laatste duel, de returnwedstrijd in dezelfde kwalificatiereeks, vond plaats op 6 september 2003 in Sofia.

## Wedstrijden
| № | Plaats  | Datum            | Competitie           | Wedstrijd           | Uitslag |
| - | ------- | ---------------- | -------------------- | ------------------- | ------- |
| 1 | Tallinn | 2 april 2003     | EK 2004 kwalificatie | Estland − Bulgarije | 0 − 0   |
| 2 | Sofia   | 6 september 2003 | EK 2004 kwalificatie | Bulgarije − Estland | 2 − 0   |

## Samenvatting
| Competitie      | Totaal gespeeld | Winst Bulgarije | Gelijk | Winst Estland | Doelsaldo Bulgarije – Estland |
| --------------- | --------------- | --------------- | ------ | ------------- | ----------------------------- |
| EK-kwalificatie | 2               | 1               | 1      | 0             | 2 − 0                         |
| Totaal          | 2               | 1               | 1      | 0             | 2 − 0                         |

Wedstrijden bepaald door strafschoppen worden, in lijn met de FIFA, als een gelijkspel gerekend.

## Details

### Eerste ontmoeting
| EK 2004 kwalificatie (Tallinn, Estland, 2 april 2003): |       |           |
| Estland                                                | 0 – 0 | Bulgarije |
|                                                        | goals |           |

### Tweede ontmoeting
| EK 2004 kwalificatie (Sofia, Bulgarije, 6 september 2003): |       |         |
| Bulgarije                                                  | 2 – 0 | Estland |
| Martin Petrov 16' Dimitar Berbatov 66'                     | goals |         |